# كم من السفن أحرقت (مسلسل)
كم من السفن أحرقت (بالتركية: Ne Gemiler Yaktım) مسلسل تركي بدأ عرضه يوم 4 ديسمبر 2023 على قناة Show TV ومن المقرر أن ينتهي بحلقته الثامنة التي ستعرض يوم 28 يناير 2024 وقررت القناة إيقاف المسلسل بسبب قلة نسب المشاهدة.
القصة :
مسلسل "كم السفن التي أحرقتها" يبدأ بتقاطع طريقي ياسمين (دينيز بايسال) وفيدان (دفريم أوزكان)، اللذين ليس بينهما شيء مشترك سوى الأمومة، ويدور حول كفاح امرأتين من أجل البقاء بدعم من كل منهما. آخر. زوج فيدان روتكاي (بيرك هاكمان)، وهو رجل مظلم تركته وراءها، ورئيس المفوضين توبراك (إركان كولجاك كوستينديل)، الذي يحاول الكشف عن أفعال روتكاي القذرة، سيغيران حياة ياسمين وفيدان تمامًا.وماذا بعد

## الشخصيات
| الشخصية             | الممثل                 |
| ------------------- | ---------------------- |
| ياسمين دولورماز     | دينيز بايسال           |
| فيدان هرسكلي        | ديفريم أوزكان          |
| روتكاي سيزاي هرسكلي | بيرك هاكمان            |
| توبراك              | أركان كولتشاك كوستنديل |

## روابط خارجية
كم من السفن أحرقت نسخة محفوظة 3 فبراير 2024 على موقع واي باك مشين. على موقع كلاسيك نسخة محفوظة 3 فبراير 2024 على موقع واي باك مشين.